# Cottus aturi
Cottus aturi és una espècie de peix pertanyent a la família dels còtids.

## Descripció
Fa 9,5 cm de llargària màxima.

## Hàbitat
És un peix d'aigua dolça, bentopelàgic i de clima temperat.

## Distribució geogràfica
Es troba a Europa: conques dels rius Ador i Nivelle.

## Observacions
És inofensiu per als humans.